# Magnus von Sachsen-Lauenburg
Magnus von Sachsen-Lauenburg (* 1390; † 21. September 1452) war Bischof von Cammin und Hildesheim.

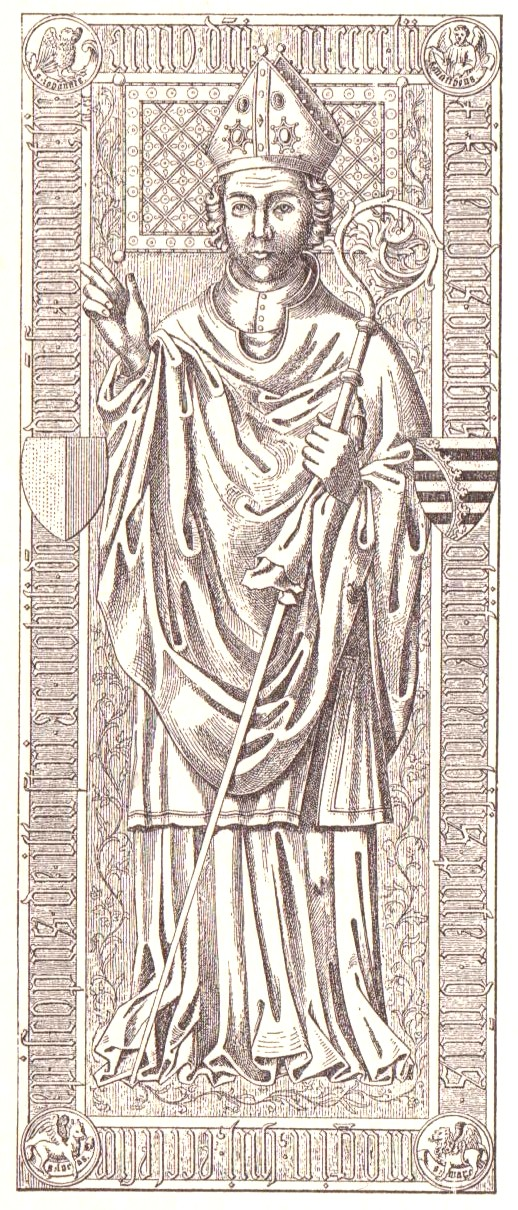
Grabplatte von Magnus von Sachsen-Lauenburg

## Herkunft
Sein Vater war Herzog Erich IV. von Sachsen-Lauenburg, die Mutter war Sophie, eine Tochter des Herzogs Magnus II. von Braunschweig. Seine Brüder waren Herzog Erich V. von Sachsen-Lauenburg und Herzog Bernhard II. von Sachsen-Lauenburg sowie der münstersche Domherr Albrecht von Sachsen-Lauenburg.

## Bischof in Cammin
Er trat in den geistlichen Stand ein und war Kanoniker in Cammin. Unter Dispensation vom eigentlich notwendigen kanonischen Alter wurde Magnus 1410 von Papst Alexander V. zum Bischof von Cammin ernannt. Diese Ernennung war eine Auswirkung des Abendländischen Schismas, da es im Bistum noch immer den Bischof Nikolaus gab, der ein Anhänger des in Rom residierenden Papstes Gregor XII. war. Auch als Bischof Nikolaus kurze Zeit später starb, war Magnus nicht unumstritten. Gregor XII. vergab das Bistum 1415 an den Bischof von Schleswig Johann von Gudensberg. Mit der allgemeinen Anerkennung von Martin V. als Papst wurde auch Magnus als alleiniger Bischof von Cammin 1418 anerkannt. Kurze Zeit später folgte die Bischofsweihe.
In den folgenden Jahren konzentrierte er sich darauf,  die Selbstständigkeit des Stiftsgebiets von Cammin zu erhalten. Im Jahr 1417 wurde er von König Sigismund mit Cammin belehnt. Damit verbunden war die Anerkennung als Reichsstand. Dies fand 1422 seinen Ausdruck in dem Eintrag in der Reichsmatrikel. Außerdem versuchte Magnus, die von seinen Vorgängern verpfändeten Güter des Stifts zurückzugewinnen.
Allerdings wurde die Stellung des Bischofs unter anderem von Herzog Bogislaw IX. von Pommern und weiteren Großen nicht anerkannt, und die Streitigkeiten gingen weiter.

## Bischof von Hildesheim
Im Jahr 1424 wechselte Magnus auf den Sitz des Bischofs von Hildesheim. Vorangegangen war seine Ernennung zum Koadjutor durch Bischof Johann III. Zu dessen Regierungszeit hatten die Schulden des Stifts stark zugenommen. Außerdem wurde es von außen bedroht.
Magnus kam 1425 in Hildesheim an und beschwor eine erweiterte Wahlkapitulation. Er versuchte, im Stift Hildesheim die Position des Landesherren auszubauen, das Gebiet zu sichern und auszubauen. Im Inneren war er um das Ende der Unordnung und um Frieden bemüht. Zu diesen Zwecken hat er Bündnisse mit benachbarten Territorien und Städten geschlossen.
Mit der Stadt Hildesheim versuchte er, ein gutes Verhältnis zu erreichen. Dies war insgesamt erfolgreich. Aber es gab zeitweise durchaus Konflikte zwischen bürgerlichen Unabhängigkeitsbestrebungen und dem Versuch die Landeshoheit auszubauen. Magnus versuchte auch, die verpfändeten Schlösser auszulösen. Dies gelang aber nur im Fall von Burg Steuerwald.
Der Geldbedarf führte zur Erhebung von Steuern („Bede“). Dazu war die Zustimmung der Landstände nötig. Damit bauten diese ihren Einfluss aus. Außerdem mussten Burgen, Ämter, Einkünfte und weitere Gerechtsame verpfändet werden. Im Gegenzug wurden Teile der Herrschaften Everstein und Homburg erworben. Damit erreichte das Stift Hildesheim seine größte Ausdehnung.
Im geistlichen Bereich hat Magnus mehrere Ablässe durchführen lassen. Das Fest Mariä Opferung wurde neu eingeführt. Außerdem unterstützte er monastische Reformbestrebungen. Dazu setzte er notfalls auch seine landesherrlichen Machtmittel ein. Er förderte etwa Nikolaus von Kues.
Magnus ernannte 1452 Bernhard von Braunschweig-Lüneburg zum Koadjutor und resignierte kurze Zeit später. Noch im selben Jahr starb er und wurde im Hildesheimer Dom bestattet.